# Elsbach (Steinbach)
Der Elsbach ist ein knapp zwei Kilometer langer orographisch rechter Zufluss des Steinbaches in den rheinland-pfälzischen Landkreisen Donnersberg und Kaiserslautern.

## Geographie

### Verlauf
Der Elsbach entspringt im Naturraum Untere Lauterhöhen des Nordpfälzer Berglandes auf einer Höhe von 349 m ü. NHN in einer Wiese im Gebiet der zur Verbandsgemeinde Nordpfälzer Land gehörenden Ortsgemeinde Seelen am südwestlichen Fuße des Gemeindebergs (436,1 m) und gut einem Kilometer nordöstlich  der zur Verbandsgemeinde Otterbach-Otterberg gehörenden Ortsgemeinde Niederkirchen. Seine Quelle liegt in der Flur Seelinger Tal direkt an der Grenze vom Donnersbergkreis nach dem Landkreis Kaiserslautern.
Nach wenigen Metern überschreitet der Bach die Kreisgrenze und fließt dann begleitet von starkem und zum Teil aus Streuobstbeständen bestehenden Bewuchs in südlicher Richtung gut siebenhundert Meter durch einen Grünlandstreifen am östlichen Fuße des Ölsberges (409,5 m) entlang. Östlich seines Laufes liegt ein Biotop mit Magerwiesen und Kleingehölzen. Er wird dann auf seiner linken Seite von dem kleinen Horngraben gespeist. Der Elsbach läuft danach gesäumt von sehr dichtem Gehölz südwestwärts durch das Grünland Flur Elsbacher Wiesen.
Südöstlich der Wochenendhaussiedlung von Niederkirchen dreht der Bach nach Süden und zieht in einem Abstand von etwa sechzig Metern am Ostrand des Dorfes entlang. Bei der Ecke der Straße Am Steinhügel/Herdter Straße verschwindet der Bach verrohrt in den Untergrund und taucht dann südlich der Kreisstraße 31 (Heimkircher Straße) wieder an der Oberfläche auf. Kurz danach mündet er schließlich auf einer Höhe von 264 m von rechts in den aus dem Ostsüdosten kommenden Steinbach.

### Zuflüsse
- Horngraben[3] (links), 0,2 km

## Daten
Der Elsbach hat ein Einzugsgebiet von 1,874 km² und entwässert über den Steinbach, den  Odenbach, den Glan, die Nahe und den Rhein in die Nordsee. Der Höhenunterschied von seiner Quelle bis zu seiner Mündung beträgt 85 m, was bei einer Lauflänge von 1,72 km einem mittleren Sohlgefälle von 49,4,0 ‰ entspricht.